# Beach volley ai Giochi della XXXII Olimpiade - Torneo maschile
Il torneo maschile di beach volley dei Giochi della XXXII Olimpiade si è svolto a Tokyo presso il Parco Shiokaze dal 24 luglio al 7 agosto impegnando 24 coppie di atleti in rappresentanza di 19 nazioni.

## Qualificati
Ogni comitato olimpico nazionale può far partecipare fino a due squadre per torneo.
| Competizione                             | Data                    | Sede                      | Posti | Qualificati |
| ---------------------------------------- | ----------------------- | ------------------------- | ----- | --- |
| Nazione ospitante                        | N.D.                    | N.D.                      | 1     | Giappone |
| Campionati mondiali di beach volley 2019 | 28 giugno-7 luglio 2019 | Germania, Amburgo         | 1     | ROC |
| Torneo di qualificazione olimpica        | 18-22 settembre 2019    | Cina, Haiyang             | 2     | Italia Lettonia                                                                                                  |
| Classifica mondiale FIVB                 | 13 giugno 2021          | Svizzera, Losanna         | 15    | Norvegia Qatar Brasile Polonia Paesi Bassi Brasile Germania ROC Rep. Ceca Stati Uniti Spagna Polonia Italia Cile |
| Coppa europea 2018-2020                  | 23-26 giugno 2021       | Paesi Bassi, L'Aia        | 1     | Svizzera |
| Coppa asiatica e oceanica 2018-2020      | 25-27 giugno 2021       | Thailandia, Nakhon Pathom | 1     | Australia |
| Coppa africa 2018-2020                   | 25-27 giugno 2021       | Marocco, Agadir           | 1     | Marocco |
| Coppa nordamericana 2018-2020            | 25-27 giugno 2021       | Messico, Colima           | 1     | Messico |
| Coppa sudamericana maschile 2018-2020    | 26-27 giugno 2021       | Cile, Santiago del Cile   | 1     | Argentina |
| Totale                                   | Totale                  | Totale                    | 24    | |

## Risultati

### Primo Turno

#### Gruppo A
| posiz | squadra                       | G | V | P | Sv | Sp | Pf  | Ps  | Pts |
| ----- | ----------------------------- | - | - | - | -- | -- | --- | --- | --- |
| 1     | Semënov - Lešukov (ROC)       | 3 | 3 | 0 | 6  | 0  | 127 | 107 | 6   |
| 2     | Mol - Sørum (Norvegia)        | 3 | 2 | 1 | 4  | 3  | 137 | 133 | 5   |
| 3     | Herrera – Gavira (Spagna)     | 3 | 1 | 2 | 2  | 4  | 120 | 120 | 4   |
| 4     | McHugh - Schumann (Australia) | 3 | 0 | 3 | 1  | 6  | 114 | 138 | 3   |

| 24/06/2021 | 16:00 | Semënov - Lešukov | 2-0 | Herrera – Gavira  | 21-19 | 22-20 | -     | Parco Shiokaze |
| 24/07/2021 | 22:00 | Mol - Sørum       | 2-1 | McHugh - Schumann | 21-18 | 18-21 | 15-13 | Parco Shiokaze |
| 26/07/2021 | 15:00 | Semënov - Lešukov | 2-0 | McHugh - Schumann | 21-14 | 21-16 | -     | Parco Shiokaze |
| 26/07/2021 | 22:00 | Mol - Sørum       | 2-0 | Herrera – Gavira  | 21-17 | 24-22 | -     | Parco Shiokaze |
| 28/07/2021 | 17:00 | Herrera – Gavira  | 2-0 | McHugh - Schumann | 21-16 | 21-16 | -     | Parco Shiokaze |
| 28/07/2021 | 22:00 | Mol - Sørum       | 0-2 | Semënov - Lešukov | 19-21 | 19-21 | -     | Parco Shiokaze |

#### Gruppo B
| posiz | squadra                               | G | V | P | Sv | Sp | Pf  | Ps  | Pts |
| ----- | ------------------------------------- | - | - | - | -- | -- | --- | --- | --- |
| 1     | Krasil'nikov - Stojanovskij (ROC)     | 3 | 2 | 1 | 5  | 4  | 169 | 148 | 5   |
| 2     | Pļaviņš - Točs (Lettonia)             | 3 | 2 | 1 | 4  | 3  | 83  | 93  | 5   |
| 4     | Gaxiola - Rubio (Messico)             | 3 | 1 | 2 | 4  | 4  | 150 | 151 | 4   |
| 3     | Perušič - Schweiner (Repubblica Ceca) | 3 | 1 | 2 | 3  | 5  | 96  | 148 | 4   |

| 26/07/2021 | 10:00 | Krasil'nikov - Stojanovskij | 2-1 | Gaxiola - Rubio     | 24-26 | 21-15 | 18-16 | Parco Shiokaze |
| 26/07/2021 | 17:00 | Perušič - Schweiner         | 0-2 | Pļaviņš - Točs      | DNS   | -     | -     | Parco Shiokaze |
| 29/07/2021 | 16:00 | Perušič - Schweiner         | 2-1 | Gaxiola - Rubio     | 17-21 | 21-16 | 16-14 | Parco Shiokaze |
| 29/07/2021 | 17:00 | Krasil'nikov - Stojanovskij | 1-2 | Pļaviņš - Točs      | 21-13 | 19-21 | 11-15 | Parco Shiokaze |
| 31/07/2021 | 15:00 | Pļaviņš - Točs              | 0-2 | Gaxiola - Rubio     | 18-21 | 16-21 | -     | Parco Shiokaze |
| 31/07/2021 | 16:00 | Krasil'nikov - Stojanovskij | 2-1 | Perušič - Schweiner | 19-21 | 21-13 | 15-8  | Parco Shiokaze |

#### Gruppo C
| posiz | squadra                      | G | V | P | Sv | Sp | Pf  | Ps  | Pts |
| ----- | ---------------------------- | - | - | - | -- | -- | --- | --- | --- |
| 1     | Cherif - Ahmed (Qatar)       | 3 | 3 | 0 | 6  | 0  | 129 | 103 | 6   |
| 2     | Gibb - Crabb (USA)           | 3 | 2 | 1 | 4  | 2  | 121 | 119 | 5   |
| 3     | Heidrich - Gerson (Svizzera) | 3 | 1 | 2 | 2  | 5  | 133 | 139 | 4   |
| 4     | Carambula - Rossi (Italia)   | 3 | 0 | 3 | 1  | 6  | 125 | 147 | 3   |

| 25/07/2021 | 17:00 | Cherif - Ahmed    | 2-0 | Heidrich - Gerson | 21-17 | 21-16 | -     | Parco Shiokaze |
| 25/07/2021 | 22:00 | Gibb - Crabb      | 2-0 | Carambula - Rossi | 21-18 | 21-19 | -     | Parco Shiokaze |
| 28/07/2021 | 09:00 | Gibb - Crabb      | 2-0 | Heidrich - Gerson | 21-19 | 23-21 | -     | Parco Shiokaze |
| 28/07/2021 | 20:00 | Cherif - Ahmed    | 2-0 | Carambula - Rossi | 24-22 | 21-13 | -     | Parco Shiokaze |
| 30/07/2021 | 10:00 | Carambula - Rossi | 1-2 | Heidrich - Gerson | 14-21 | 26-24 | 13-15 | Parco Shiokaze |
| 30/07/2021 | 22:00 | Cherif - Ahmed    | 2-0 | Gibb - Crabb      | 21-18 | 21-17 | -     | Parco Shiokaze |

#### Gruppo D
| posiz | squadra                          | G | V | P | Sv | Sp | Pf  | Ps  | Pts |
| ----- | -------------------------------- | - | - | - | -- | -- | --- | --- | --- |
| 1     | Alison - Alvaro (Brasile)        | 3 | 2 | 1 | 5  | 2  | 143 | 127 | 5   |
| 2     | Brouwer - Meeuwsen (Paesi Bassi) | 3 | 2 | 1 | 4  | 2  | 120 | 108 | 5   |
| 3     | Lucena - Dalhausser (USA)        | 3 | 2 | 1 | 4  | 4  | 147 | 144 | 5   |
| 4     | Azaad - Capogrosso (Argentina)   | 3 | 0 | 3 | 1  | 6  | 107 | 138 | 3   |

| 24/07/2021 | 10:00 | Alison - Alvaro     | 2-0 | Azaad - Capogrosso  | 21-16 | 21-17 | -     | Parco Shiokaze |
| 24/07/2021 | 21:00 | Brouwer - Meeuwsen  | 2-0 | Lucena - Dalhausser | 21-17 | 21-18 | -     | Parco Shiokaze |
| 27/07/2021 | 12:00 | Alison - Alvaro     | 1-2 | Lucena - Dalhausser | 22-24 | 21-19 | 13-15 | Parco Shiokaze |
| 27/07/2021 | 21:00 | Brouwer - Meeuwsen  | 2-0 | Azaad - Capogrosso  | 21-14 | 21-14 | -     | Parco Shiokaze |
| 29/07/2021 | 11:00 | Lucena - Dalhausser | 2-1 | Azaad - Capogrosso  | 21-19 | 18-21 | 15-6  | Parco Shiokaze |
| 29/07/2021 | 22:00 | Alison - Alvaro     | 2-0 | Brouwer - Meeuwsen  | 21-14 | 24-22 | -     | Parco Shiokaze |

#### Gruppo E
| posiz | squadra                        | G | V | P | Sv | Sp | Pf  | Ps  | Pts |
| ----- | ------------------------------ | - | - | - | -- | -- | --- | --- | --- |
| 1     | Evandro - Bruno (Brasile)      | 3 | 3 | 0 | 6  | 2  | 151 | 128 | 6   |
| 2     | Fijałek - Bryl (Polonia)       | 3 | 2 | 1 | 5  | 2  | 134 | 120 | 5   |
| 3     | M. Grimalt - E. Grimalt (Cile) | 3 | 1 | 2 | 3  | 4  | 125 | 120 | 4   |
| 4     | El Graoui - Abicha (Marocco)   | 3 | 0 | 3 | 0  | 6  | 84  | 126 | 3   |

| 25/07/2021 | 11:00 | Evandro - Bruno         | 2-1 | M. Grimalt - E. Grimalt | 21-15 | 16-21 | 15-12 | Parco Shiokaze |
| 25/07/2021 | 16:00 | Fijałek - Bryl          | 2-0 | El Graoui - Abicha      | 21-17 | 21-11 | -     | Parco Shiokaze |
| 27/07/2021 | 15:00 | Evandro - Bruno         | 2-0 | El Graoui - Abicha      | 21-14 | 21-16 | -     | Parco Shiokaze |
| 27/07/2021 | 17:00 | Fijałek - Bryl          | 2-0 | M. Grimalt - E. Grimalt | 21-17 | 21-18 | -     | Parco Shiokaze |
| 30/07/2021 | 11:00 | M. Grimalt - E. Grimalt | 2-0 | El Graoui - Abicha      | 21-14 | 21-12 | -     | Parco Shiokaze |
| 30/07/2021 | 21:00 | Fijałek - Bryl          | 1-2 | Evandro - Bruno         | 21-19 | 14-21 | 15-17 | Parco Shiokaze |

#### Gruppo F
| posiz | squadra                         | G | V | P | Sv | Sp | Pf  | Ps  | Pts |
| ----- | ------------------------------- | - | - | - | -- | -- | --- | --- | --- |
| 1     | Nicolai - Lupo (Italia)         | 3 | 3 | 0 | 6  | 2  | 150 | 138 | 6   |
| 2     | Thole - Wickler (Germania)      | 3 | 2 | 1 | 5  | 2  | 138 | 118 | 5   |
| 3     | Kantor - Łosiak (Polonia)       | 3 | 1 | 2 | 3  | 4  | 128 | 125 | 4   |
| 4     | Ishijima - Shiratori (Giappone) | 3 | 0 | 3 | 0  | 6  | 91  | 126 | 3   |

| 25/07/2021 | 10:00 | Ishijima - Shiratori | 0-2 | Kantor - Łosiak | 15-21 | 14-21 | -     | Parco Shiokaze |
| 25/07/2021 | 20:00 | Thole - Wickler      | 1-2 | Nicolai - Lupo  | 21-19 | 19-21 | 13-15 | Parco Shiokaze |
| 27/07/2021 | 10:00 | Ishijima - Shiratori | 0-2 | Nicolai - Lupo  | 19-21 | 16-21 | -     | Parco Shiokaze |
| 27/07/2021 | 20:00 | Thole - Wickler      | 2-0 | Kantor - Łosiak | 22-20 | 21-16 | -     | Parco Shiokaze |
| 30/07/2021 | 16:00 | Nicolai - Lupo       | 2-1 | Kantor - Łosiak | 21-19 | 17-21 | 15-10 | Parco Shiokaze |
| 31/07/2021 | 11:00 | Ishijima - Shiratori | 0-2 | Thole - Wickler | 16-21 | 11-21 | -     | Parco Shiokaze |

### Classifica delle terze
| Pos. | Coppie                         | Pt | G | V | P | Sv | Sp | Sr    | Pv  | Pp  | Pr    |
| ---- | ------------------------------ | -- | - | - | - | -- | -- | ----- | --- | --- | ----- |
| 1    | Lucena - Dalhausser (USA)      | 5  | 3 | 2 | 1 | 4  | 4  | 1.000 | 147 | 144 | 1.021 |
| 2    | Gaxiola - Rubio (Messico)      | 4  | 3 | 1 | 2 | 4  | 4  | 1.000 | 150 | 151 | 0.993 |
| 3    | M. Grimalt - E. Grimalt (Cile) | 4  | 3 | 1 | 2 | 3  | 4  | 0.750 | 125 | 120 | 1.042 |
| 4    | Kantor - Łosiak (Polonia)      | 4  | 3 | 1 | 2 | 3  | 4  | 0.750 | 128 | 125 | 1.024 |
| 5    | Herrera – Gavira (Spagna)      | 4  | 3 | 1 | 2 | 2  | 4  | 0.500 | 120 | 120 | 1.000 |
| 6    | Heidrich - Gerson (Svizzera)   | 4  | 3 | 1 | 2 | 2  | 5  | 0.400 | 133 | 139 | 0.957 |

#### Spareggi
| Tokyo 31 luglio 2021, ore 21:00 | Kantor - Łosiak                    | 1 – 2 (29–31; 21–19; 7–15) referto | Herrera – Gavira | Parco Shiokaze\| Arbitri: \| Davide Crescentini Osvaldo Sumavil \| |
| Arbitri:                        | Davide Crescentini Osvaldo Sumavil |                                    |                  |                                                                    |

| Tokyo 31 luglio 2021, ore 22:00 | M. Grimalt - E. Grimalt       | 2 – 0 (21–17; 21–18) referto | Heidrich - Gerson | Parco Shiokaze\| Arbitri: \| Mario Ferro Roman Pristovakin \| |
| Arbitri:                        | Mario Ferro Roman Pristovakin |                              |                   |                                                               |

## Fase ad eliminazione diretta
|  | Ottavi di finale            | Ottavi di finale            |                   |   | Quarti di finale          | Quarti di finale          |  |  | Semifinali | Semifinali |  |  | Finale | Finale |
|  |                             |                             |                   |   |                           |                           |  |  |            |            |  |  |        |        |
|  |                             |                             |                   |   |                           |                           |  |  |            |            |  |  |        |        |
|  |                             |                             |                   |   |                           |                           |  |  |            |            |  |  |        |        |
|  | Semënov - Lešukov           | 2                           |                   |   |                           |                           |  |  |            |            |  |  |        |        |
|  | Semënov - Lešukov           | 2                           |                   |   |                           |                           |  |  |            |            |  |  |        |        |
|  | M. Grimalt – E. Grimalt     | 0                           |                   |   |                           |                           |  |  |            |            |  |  |        |        |
|  | M. Grimalt – E. Grimalt     | 0                           | Semënov - Lešukov | 0 |                           |                           |  |  |            |            |  |  |        |        |
|  |                             |                             | Semënov - Lešukov | 0 |                           |                           |  |  |            |            |  |  |        |        |
|  |                             | Mol - Sørum                 | 2                 |   |                           |                           |  |  |            |            |  |  |        |        |
|  | Mol - Sørum                 | Mol - Sørum                 | 2                 | 2 |                           |                           |  |  |            |            |  |  |        |        |
|  | Mol - Sørum                 |                             |                   | 2 |                           |                           |  |  |            |            |  |  |        |        |
|  | Brouwer - Meeuwsen          | 0                           |                   |   |                           |                           |  |  |            |            |  |  |        |        |
|  | Brouwer - Meeuwsen          | 0                           | Mol - Sørum       | 2 |                           |                           |  |  |            |            |  |  |        |        |
|  |                             |                             | Mol - Sørum       | 2 |                           |                           |  |  |            |            |  |  |        |        |
|  |                             | Pļaviņš - Točs              | 0                 |   |                           |                           |  |  |            |            |  |  |        |        |
|  | Evandro - Bruno             | Pļaviņš - Točs              | 0                 | 0 |                           |                           |  |  |            |            |  |  |        |        |
|  | Evandro - Bruno             |                             |                   | 0 |                           |                           |  |  |            |            |  |  |        |        |
|  | Pļaviņš - Točs              | 2                           |                   |   |                           |                           |  |  |            |            |  |  |        |        |
|  | Pļaviņš - Točs              | 2                           | Pļaviņš - Točs    | 2 |                           |                           |  |  |            |            |  |  |        |        |
|  |                             |                             | Pļaviņš - Točs    | 2 |                           |                           |  |  |            |            |  |  |        |        |
|  |                             | Alison - Alvaro             | 0                 |   |                           |                           |  |  |            |            |  |  |        |        |
|  | Gaxiola - Rubio             | Alison - Alvaro             | 0                 | 0 |                           |                           |  |  |            |            |  |  |        |        |
|  | Gaxiola - Rubio             |                             |                   | 0 |                           |                           |  |  |            |            |  |  |        |        |
|  | Alison - Alvaro             | 2                           |                   |   |                           |                           |  |  |            |            |  |  |        |        |
|  | Alison - Alvaro             | 2                           | Mol - Sørum       | 2 |                           |                           |  |  |            |            |  |  |        |        |
|  |                             |                             | Mol - Sørum       | 2 |                           |                           |  |  |            |            |  |  |        |        |
|  |                             | Krasil'nikov - Stojanovskij | 0                 |   |                           |                           |  |  |            |            |  |  |        |        |
|  | Cherif - Ahmed              | Krasil'nikov - Stojanovskij | 0                 | 2 |                           |                           |  |  |            |            |  |  |        |        |
|  | Cherif - Ahmed              |                             |                   | 2 |                           |                           |  |  |            |            |  |  |        |        |
|  | Lucena - Dalhausser         | 1                           |                   |   |                           |                           |  |  |            |            |  |  |        |        |
|  | Lucena - Dalhausser         | 1                           | Cherif - Ahmed    | 2 |                           |                           |  |  |            |            |  |  |        |        |
|  |                             |                             | Cherif - Ahmed    | 2 |                           |                           |  |  |            |            |  |  |        |        |
|  |                             | Nicolai - Lupo              | 0                 |   |                           |                           |  |  |            |            |  |  |        |        |
|  | Fijałek - Bryl              | Nicolai - Lupo              | 0                 | 0 |                           |                           |  |  |            |            |  |  |        |        |
|  | Fijałek - Bryl              |                             |                   | 0 |                           |                           |  |  |            |            |  |  |        |        |
|  | Nicolai - Lupo              | 2                           |                   |   |                           |                           |  |  |            |            |  |  |        |        |
|  | Nicolai - Lupo              | 2                           | Cherif - Ahmed    | 0 |                           |                           |  |  |            |            |  |  |        |        |
|  |                             |                             | Cherif - Ahmed    | 0 |                           |                           |  |  |            |            |  |  |        |        |
|  |                             | Krasil'nikov - Stojanovskij | 2                 |   | Finale per il terzo posto | Finale per il terzo posto |  |  |            |            |  |  |        |        |
|  | Gibb - Crabb                | Krasil'nikov - Stojanovskij | 2                 | 1 | Finale per il terzo posto | Finale per il terzo posto |  |  |            |            |  |  |        |        |
|  | Gibb - Crabb                |                             |                   | 1 |                           |                           |  |  |            |            |  |  |        |        |
|  | Thole - Wickler             | 2                           |                   |   |                           |                           |  |  |            |            |  |  |        |        |
|  | Thole - Wickler             | 2                           | Thole - Wickler   | 0 | Pļaviņš - Točs            | 0                         |  |  |            |            |  |  |        |        |
|  |                             |                             | Thole - Wickler   | 0 | Pļaviņš - Točs            | 0                         |  |  |            |            |  |  |        |        |
|  |                             | Krasil'nikov - Stojanovskij | 2                 |   | Cherif - Ahmed            | 2                         |  |  |            |            |  |  |        |        |
|  | Herrera – Gavira            | Krasil'nikov - Stojanovskij | 2                 | 0 | Cherif - Ahmed            | 2                         |  |  |            |            |  |  |        |        |
|  | Herrera – Gavira            |                             |                   | 0 |                           |                           |  |  |            |            |  |  |        |        |
|  | Krasil'nikov - Stojanovskij | 2                           |                   |   |                           |                           |  |  |            |            |  |  |        |        |
|  | Krasil'nikov - Stojanovskij | 2                           |                   |   |                           |                           |  |  |            |            |  |  |        |        |

### Ottavi di finale
| Tokyo 1 agosto 2021, ore 13:00 | Cherif - Ahmed                    | 2 – 1 (14–21; 21–19; 15–11) referto | Lucena - Dalhausser | Parco Shiokaze\| Arbitri: \| Osvaldo Sumavil Roman Pristovakin \| |
| Arbitri:                       | Osvaldo Sumavil Roman Pristovakin |                                     |                     |                                                                   |

| Tokyo 1 agosto 2021, ore 22:00 | Mol - Sørum                    | 2 – 0 (21–17; 21–19) referto | Brouwer - Meeuwsen | Parco Shiokaze\| Arbitri: \| Mario Ferro Davide Crescentini \| |
| Arbitri:                       | Mario Ferro Davide Crescentini |                              |                    |                                                                |

| Tokyo 2 agosto 2021, ore 13:00 | Evandro - Bruno                        | 0 – 2 (19–21; 18–21) referto | Pļaviņš - Točs | Parco Shiokaze\| Arbitri: \| Charalampos Papadogoulas Giovanni Bake \| |
| Arbitri:                       | Charalampos Papadogoulas Giovanni Bake |                              |                |                                                                        |

| Tokyo 2 agosto 2021, ore 14:00 | Semënov - Lešukov              | 2 – 0 (21–16; 21–16) referto | M. Grimalt – E. Grimalt | Parco Shiokaze\| Arbitri: \| Davide Crescentini Mario Ferro \| |
| Arbitri:                       | Davide Crescentini Mario Ferro |                              |                         |                                                                |

| Tokyo 2 agosto 2021, ore 17:00 | Fijałek - Bryl                              | 0 – 2 (20-22; 18-21) referto | Nicolai - Lupo | Parco Shiokaze\| Arbitri: \| Osvaldo Sumavil José Maria Padrón Hernandez \| |
| Arbitri:                       | Osvaldo Sumavil José Maria Padrón Hernandez |                              |                |                                                                             |

| Tokyo 2 agosto 2021, ore 18:00 | Herrera – Gavira         | 0 – 2 (20–22; 17–21) referto | Krasil'nikov - Stojanovskij | Parco Shiokaze\| Arbitri: \| Brig Beatie Rui Carvalho \| |
| Arbitri:                       | Brig Beatie Rui Carvalho |                              |                             |                                                          |

| Tokyo 2 agosto 2021, ore 21:00 | Gaxiola - Rubio                 | 0 – 2 (14–21; 13–21) referto | Alison - Alvaro | Parco Shiokaze\| Arbitri: \| Roman Pristovakin Giovanni Bake \| |
| Arbitri:                       | Roman Pristovakin Giovanni Bake |                              |                 |                                                                 |

| Tokyo 2 agosto 2021, ore 22:00 | Gibb - Crabb                   | 1 – 2 (21–17; 15–21; 15–11) referto | Thole - Wickler | Parco Shiokaze\| Arbitri: \| Mario Ferro Davide Crescentini \| |
| Arbitri:                       | Mario Ferro Davide Crescentini |                                     |                 |                                                                |

### Quarti di finale
| Tokyo 4 agosto 2021, ore 09:00 | Semënov - Lešukov                         | 0 – 2 (17–21; 19–21) referto | Mol - Sørum | Parco Shiokaze\| Arbitri: \| Rui Carvalho Juan Carlos Saavedra Caceres \| |
| Arbitri:                       | Rui Carvalho Juan Carlos Saavedra Caceres |                              |             |                                                                           |

| Tokyo 4 agosto 2021, ore 10:00 | Pļaviņš - Točs                        | 2 – 0 (21–16; 21–19) referto | Alison - Alvaro | Parco Shiokaze\| Arbitri: \| Brig Breatie Charalampos Papadogoulas \| |
| Arbitri:                       | Brig Breatie Charalampos Papadogoulas |                              |                 |                                                                       |

| Tokyo 4 agosto 2021, ore 21:00 | Thole - Wickler                             | 0 – 2 (16–21; 19–21) referto | Krasil'nikov - Stojanovskij | Parco Shiokaze\| Arbitri: \| Charalampos Papadogoulas Davide Crescentini \| |
| Arbitri:                       | Charalampos Papadogoulas Davide Crescentini |                              |                             |                                                                             |

| Tokyo 4 agosto 2021, ore 22:00 | Cherif - Ahmed                          | 2 – 0 (21–17; 23–21) referto | Nicolai - Lupo | Parco Shiokaze\| Arbitri: \| Mario Ferro Jose Maria Padron Hernandez \| |
| Arbitri:                       | Mario Ferro Jose Maria Padron Hernandez |                              |                |                                                                         |

### Semifinali
| Tokyo 5 agosto 2021, ore 21:00 | Mol - Sørum                              | 2 – 0 (21–15; 21–16) referto | Pļaviņš - Točs | Parco Shiokaze\| Arbitri: \| Osvaldo Sumavil Charalampos Papadogoulas \| |
| Arbitri:                       | Osvaldo Sumavil Charalampos Papadogoulas |                              |                |                                                                          |

| Tokyo 5 agosto 2021, ore 22:00 | Krasil'nikov - Stojanovskij    | 2 – 0 (21–19; 21–17) referto | Cherif - Ahmed | Parco Shiokaze\| Arbitri: \| Davide Crescentini Brig Beatie \| |
| Arbitri:                       | Davide Crescentini Brig Beatie |                              |                |                                                                |

### Finale 3º posto
| Tokyo 7 agosto 2021, ore 10:00 | Pļaviņš - Točs                | 0 – 2 (12–21; 18–21) referto | Cherif - Ahmed | Parco Shiokaze\| Arbitri: \| Brig Beatie Roman Pristovakin \| |
| Arbitri:                       | Brig Beatie Roman Pristovakin |                              |                |                                                               |

### Finale
| Tokyo 7 agosto 2021, ore 11:30 | Mol - Sørum                                | 2 – 0 (21–17; 21–18) referto | Krasil'nikov - Stojanovskij | Parco Shiokaze\| Arbitri: \| Charalampos Papadogoulas José María Padrón \| |
| Arbitri:                       | Charalampos Papadogoulas José María Padrón |                              |                             |                                                                            |

## Classifica finale
| Pos. | Coppie                                                  | Nazione     |
| ---- | ------------------------------------------------------- | ----------- |
|      | Anders Mol - Christian Sørum                            | Norvegia    |
|      | Vjačeslav Krasil'nikov - Oleg Stojanovskij              | ROC         |
|      | Cherif Younousse - Ahmed Tijan                          | Qatar       |
| 4    | Mārtiņš Pļaviņš - Edgars Točs                           | Lettonia    |
| 5    | Konstantin Semënov - Ilja Lešukov                       | ROC         |
| 5    | Alison Cerutti - Álvaro Morais Filho                    | Brasile     |
| 5    | Julius Thole - Clemens Wickler                          | Germania    |
| 5    | Paolo Nicolai - Daniele Lupo                            | Italia      |
| 9    | Nicholas Lucena - Phil Dalhausser                       | Stati Uniti |
| 9    | Alexander Brouwer - Robert Meeuwsen                     | Paesi Bassi |
| 9    | Evandro Gonçalves Oliveira Júnior - Bruno Oscar Schmidt | Brasile     |
| 9    | Marco Grimalt – Esteban Grimalt                         | Cile        |
| 9    | Grzegorz Fijałek - Michał Bryl                          | Polonia     |
| 9    | Pablo Herrera – Adrián Gavira                           | Spagna      |
| 9    | Josue Gaston Gaxiola Leyva - Jose Luis Rubio Camargo    | Messico     |
| 9    | Jacob Gibb - Taylor Crabb                               | Stati Uniti |
| 17   | Piotr Kantor - Bartosz Łosiak                           | Polonia     |
| 17   | Adrian Heidrich - Mirco Gerson                          | Svizzera    |
| 19   | Christopher McHugh - Damien Schumann                    | Australia   |
| 19   | Ondřej Perušič - David Schweiner                        | Rep. Ceca   |
| 19   | Adrian Carambula - Enrico Rossi                         | Italia      |
| 19   | Julian Amado Azaad - Nicolás Capogrosso                 | Argentina   |
| 19   | Zouheir El Graoui - Mohamed Abicha                      | Marocco     |
| 19   | Yūsuke Ishijima - Katsuhiro Shiratori                   | Giappone    |